# غلوكي طومسوني
غلوكي طومسوني (الاسم العلمي: Glaucus thompsoni) هو نوع من الحيوانات يتبع جنس الغلوكي من فصيلة الغلوكيات.